# Проспект Металургів (Кам'янське)
Проспект Металургів — проспект у житловому районі Лівий Берег у Дніпровському районі міста Кам'янського.

## Опис
Проспект Металургів було сплановано як продовження осі Лівобережного мосту з правобережжя Кам'янського та транспортний коридор для швидкісного трамваю від Карнаухівки на Лівий Берег. Проте шляхопровід через автошлях Романкове-Єлізаветівка та лінія швидкісного трамваю не були завершені. Ця транспортна розв'язка має з'єднати проспект Металургів з автошляхом Т 0412 Кам'янське-Лівобережне Поорілля й автошляхом Т 0414 Кам'янське-Магдалинівка. Між цією розв'язкою та Харківською вулицею існує тимчасова дорога. Після Харківської вулиці проспект прямує на північний захід паралельно лівому берегу Кам'янського водосховища до бульвару Незалежності. Довжина — 2700 метрів.
Права сторона проспекту забудована багатоповерхівками 1-го, 2-го та 4-го мікрорайонів Лівого Берега, що розділені бульварами Будівельників й Героїв. Ліва сторона проспекту — займає Лівобережний парк культури і відпочинку та паркова зона вздовж Лівобережного дренажного каналу.

## Історія
Проспект Металургів існує з 1972 року — початку будівництва житлового району Лівий Берег.

## Будівлі
- № 15 — Гімназія № 39
- № 20а — дитячий садок № 34 «Незабудка»
- № 24 — дитячий садок № 10
- № 42 — пошта 51940
- № 84а — пошта 51928

## Перехресні вулиці
- шляхопровід Лівобережного мосту через селище Курилівку
- автошлях Романкове-Єлізаветівка
- Харківська вулиця,
- проспект Героїв АТО,
- бульвар Будівельників,
- бульвар Героїв,
- бульвар Незалежності,
- у перспективі має зведений міст через лівобережний дренажний канал, що з'єднає проспект й бульвар Незалежності з проспектом Івана Франка.[джерело?]